# Acacia lycopodiifolia
Acacia lycopodiifolia là một loài thực vật có hoa trong họ Đậu. Loài này được Hook. miêu tả khoa học đầu tiên.